# Пуенте-ла-Рейна
Пуенте-ла-Рейна, Гарес (ісп. Puente la Reina, баск. Gares) — муніципалітет в Іспанії, у складі автономної спільноти Наварра. Населення — 2841 особа (2009).
Муніципалітет розташований на відстані близько 300 км на північний схід від Мадрида, 21 км на південний захід від Памплони.
На території муніципалітету розташовані такі населені пункти: (дані про населення за 2009 рік)
- Пуенте-ла-Рейна/Гарес: 2841 особа
- Сеньйоріо-де-Саррія: 0 осіб
- Сеньйоріо-де-Вільянуева: 0 осіб

## Демографія
Динаміка населення (INE ):

## Галерея зображень

Розташування муніципалітету